# Estación de Mieres-Vasco
La estación de Mieres-El Vasco (Mieres del Camín-El Vasco, en la nomenclatura de Renfe) es una estación de ferrocarril situada en el municipio de Mieres, Asturias.
Es la principal estación en la línea C-8 (antigua F-8). Se conecta con la estación de Mieres-Puente a través de un puente sobre el río Caudal y un paso subterráneo que atraviesa una autopista.

## Servicios ferroviarios
La estación sirve únicamente como parada para los trenes de la línea C-8 de Cercanías Asturias, operada por Renfe Cercanías AM. La línea no está electrificada por lo que los trenes que circulan por esta línea son diésel, principalmente la Serie 2600
| procedencia/destino | < estación | Línea | estación > | destino/procedencia |
| ------------------- | ---------- | ----- | ---------- | ------------------- |
| Baíña               | Ablaña     |       | Caudalia   | Collanzo            |